# 급진좌파연합

당수인 알렉시스 치프라스

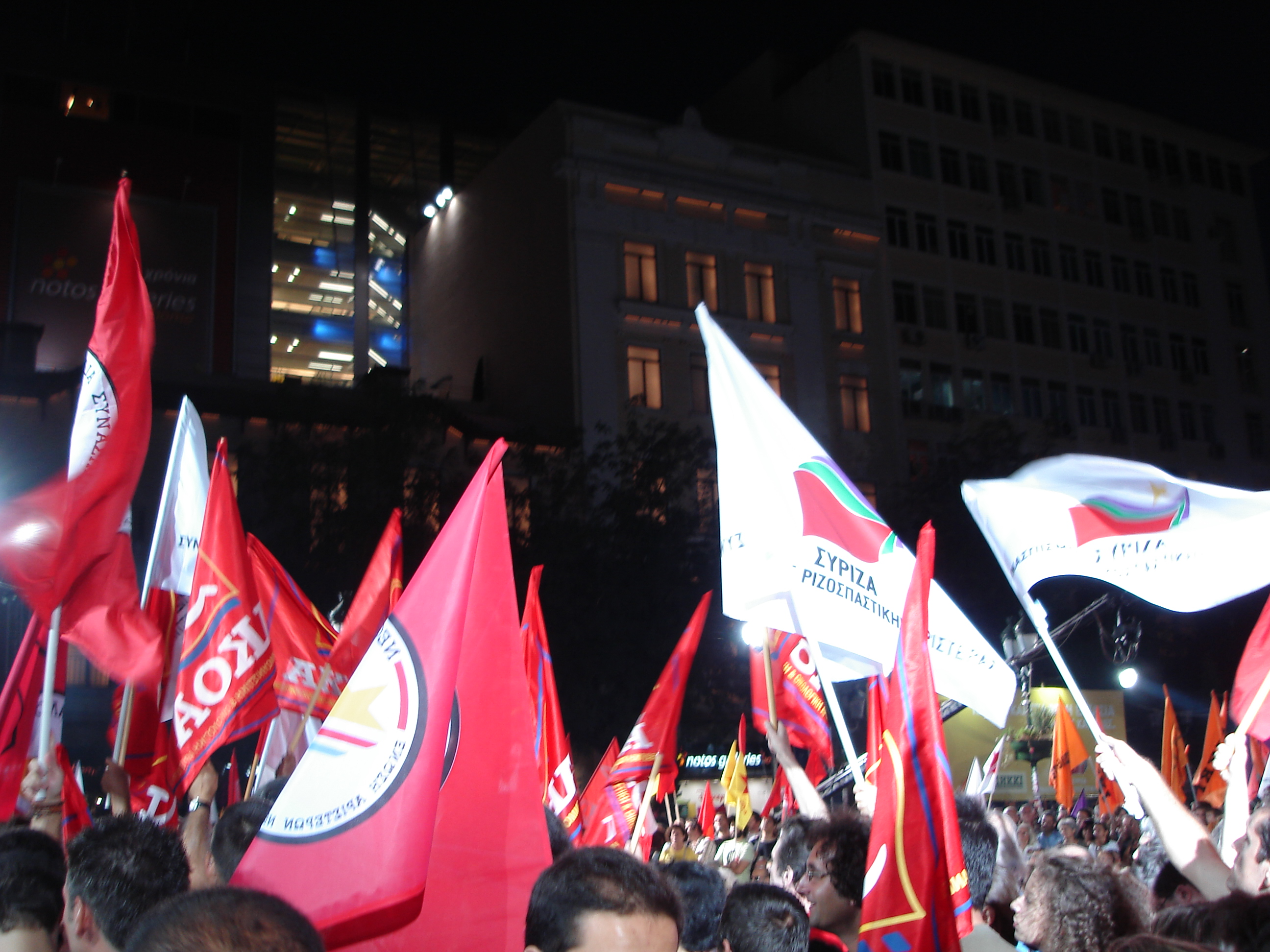
2007년, 시위를 하고 있는 급진좌파연합 당원들의 모습

급진좌파연합(그리스어: Συνασπισμός Ριζοσπαστικής Αριστεράς)은 약칭으로는 시리자(그리스어: ΣΥΡΙΖΑ)는 그리스의 민주사회주의 정당이다. 2004년 시나스피모스에 급진좌파연합이라는 분파에서 유래했으며, 2015년 1월 총선에서 승리해 집권 여당이 됐다. 시리자의 당수 알렉시스 치프라스는 총선 승리 이후 그리스의 총리에 취임했다. 신민주주의당 회장인 키리아코스 미초타키스가 알렉시스 치프라스를 꺾고 그리스의 총리로 선출되면서 야당이 되었다.
원래 시리자는 13개의 다양한 정파들과 무소속 정치인들의 연합체였다. 시리자는 공통적으로 탈신자유주의 반긴축주의, 트로츠키주의, 민주사회주의, 유럽공산주의, 민족주의, 사회민주주의 세력을 포괄했다. 이 시절의 시라자는 우경화로 몰락하는 범그리스 사회주의 운동의 민주사회주의적 대안으로 인식되었다. 시리자는 마약 합법화와 성소수자 정체성 정치 등을 표방하며 대중영합주의적인 자세로 유권자들을 대했다. 유로존으로 인해 2008년 그리스 경제위기가 발생하자 시리자는 유럽연합과의 재협상과 대안세계화 그리고 온건한 유럽회의주의를 지지했다.
2009년 당내 대중영합주의 세력의 지도자인 알렉시스 치프라스가 당수로 선출되었다. 2013년 치프라스는 모체인 시나스피스모스를 해체하고 급진좌파연합을 정당의 형태로 개편했다.
2015년 알렉시스 치프라스는 시리자는 그리스의 유럽연합 탈퇴와 긴축정책 철회를 내걸고 총선에 출마해 집권당이 되었다. 그러나 치프라스는 공약이었던 유럽연합 탈퇴를 이행하지 않고 되려 유렵연합을 옹호하는 태도를 보였다. 그 결과 2019년 총선에서는 지난 총선의 결과에 절반도 못 미치는 득표율을 얻어 치프라스 총리가 사퇴하고 시리자는 여당 직위을 잃었다. 총선 참패 이후 당내에서 치프라스 비판론과 책임론이 대두되었지만 알렉시스 치프라스는 당수직 사퇴를 거부했다.

## 역대 선거 결과

### 그리스 의회
| 그리스 의회 | 그리스 의회 | 그리스 의회 | 그리스 의회 | 그리스 의회  | 그리스 의회 | 그리스 의회                         | 그리스 의회           |
| 선거 연도   | 득표 수     | 득표율      | 의석 수     | 의석 수 변동 | 순위        | 집권 여부                           | 당수                  |
| ----------- | ----------- | ----------- | ----------- | ------------ | ----------- | ----------------------------------- | --------------------- |
| 2004        | 241,539     | 3.3%        | 6 / 300     | ±0           | 4           | 야당                                | 니코스 콘스탄토풀로스 |
| 2007        | 361,211     | 5.0%        | 14 / 300    | 8            | 4           | 야당                                | 알레코스 알라바노스   |
| 2009        | 315,627     | 4.6%        | 13 / 300    | 1            | 5           | 야당                                | 알렉시스 치프라스     |
| 05/2012     | 1,061,265   | 16.8%       | 52 / 300    | 39           | 2           | 야당                                | 알렉시스 치프라스     |
| 06/2012     | 1,655,022   | 26.9%       | 71 / 300    | 19           | 2           | 야당                                | 알렉시스 치프라스     |
| 01/2015     | 2,245,978   | 36.3%       | 149 / 300   | 78           | 1           | 연립정부 급진좌파연합-독립 그리스인 | 알렉시스 치프라스     |
| 09/2015     | 1,925,904   | 35.5%       | 145 / 300   | 4            | 1           | 연립정부 급진좌파연합-독립 그리스인 | 알렉시스 치프라스     |
| 07/2019     | 1,780,704   | 31.53%      | 86 / 300    | 59           | 1           | 야당                                | 알렉시스 치프라스     |

### 유럽 의회
| 유럽 의회 | 유럽 의회 | 유럽 의회 | 유럽 의회 | 유럽 의회    | 유럽 의회 | 유럽 의회         | 유럽 의회 |
| 선거 연도 | 득표 수   | 득표율    | 의석 수   | 의석 수 변동 | 순위      | 당수              |           |
| --------- | --------- | --------- | --------- | ------------ | --------- | ----------------- | --------- |
| 2009      | 240,898   | 4.7%      | 1 / 22    | ±0           | 5         | 알렉시스 치프라스 |           |
| 2014      | 1,518,608 | 26.6%     | 6 / 21    | 5            | 1         | 알렉시스 치프라스 |           |